# Euro Hockey League 2011-2012
Navigation
2010-2011 2012-2013
L’Euro Hockey League 2011-2012 est la 5e édition de l'Euro Hockey League. Elle oppose les 24 meilleures équipes européennes.

## Déroulement du Tournoi
La compétition se déroule en deux phases. Lors de la première phase, les vingt quatre équipes participantes sont réparties dans huit groupes. Les deux premières sont qualifiées pour les 1/8 de finale (KO 16).
- Une Victoire rapporte 5 points
- Un Nul 2 points
- Une défaite par moins de 2 Buts d'écart 1 point
- Une défaite par plus de 2 Buts d'écart 0 point

À partir des huitièmes de finale, la compétition devient une compétition à élimination directe.

## Équipes
Pour la Saison 2011/2012
Les équipes dont le pays est placé dans les places 1 à 4 du classement peuvent engager 3 équipes :
- Pays-Bas : HC Bloemendaal, Amsterdam H&BC et HC Rotterdam
- Allemagne : Der club an der alster, UHC Hambourg et Uhlenhorst Mulheim
- Angleterre : Reading HC, East Grinstead HC et Beeston HC
- Espagne : Atletic Terrassa, Club de Campo et Real Club de Polo de Barcelona

Ceux dont le pays est classé dans les places 5 à 8 peuvent engager 2 équipes :
- Belgique :  RC Bruxelles et KHC Dragons
- Pologne : Poznań Grunwald et Pomorzanin Torun
- Irlande : Banbridge HC et Cookstown HC
- Russie : Kazan Dinamo HC et Dinamo Elektrostal

Et ceux dont le pays est classé dans les places 9 à 12 peuvent engager une équipe :
- France : CA Montrouge
- Suisse : HC Rotweiss Wettingen
- Ukraine : Sekvoia Kolos
- Autriche : AHTC Vienne

## Phase de Poule

### Groupe A
Les matchs ont eu lieu du 21 au 23 octobre 2011 à Anvers (Belgique).
| Pays | Équipes        | Score | Équipes        | Pays |
| ---- | -------------- | ----- | -------------- | ---- |
|      | Reading HC     | 5-0   | Cookstown HC   |      |
|      | Cookstown HC   | 1-10  | Amsterdam H&BC |      |
|      | Amsterdam H&BC | 2-1   | Reading HC     |      |

| Rang | Pays | Équipe         | Points | Joués | Gagnés | Nul | Perdu (écart <2 buts) | Perdus (écart >2 buts) | But Pour | But Contre | Différence |
| ---- | ---- | -------------- | ------ | ----- | ------ | --- | --------------------- | ---------------------- | -------- | ---------- | ---------- |
| 1    |      | Amsterdam H&BC | 10     | 2     | 2      | 0   | 0                     | 0                      | 12       | 2          | +10        |
| 2    |      | Reading HC     | 6      | 2     | 1      | 0   | 1                     | 0                      | 6        | 2          | +4         |
| 3    |      | Cookstown HC   | 0      | 2     | 0      | 0   | 0                     | 2                      | 1        | 15         | -14        |

### Groupe B
Les matchs ont eu lieu du 7 au 9 octobre 2011 à Mülheim (Allemagne).
| Pays | Équipes            | Score | Équipes            | Pays |
| ---- | ------------------ | ----- | ------------------ | ---- |
|      | Uhlenhorst Mulheim | 3-1   | AHTC Vienne        |      |
|      | AHTC Vienne        | 2-3   | Atletic Terrassa   |      |
|      | Atletic Terrassa   | 2-4   | Uhlenhorst Mulheim |      |

| Rang | Pays | Équipe             | Points | Joués | Gagnés | Nul | Perdu (écart <2 buts) | Perdus (écart >2 buts) | But Pour | But Contre | Différence |
| ---- | ---- | ------------------ | ------ | ----- | ------ | --- | --------------------- | ---------------------- | -------- | ---------- | ---------- |
| 1    |      | Uhlenhorst Mulheim | 10     | 2     | 2      | 0   | 0                     | 0                      | 7        | 3          | +4         |
| 2    |      | Atletic Terrassa   | 6      | 2     | 1      | 0   | 1                     | 0                      | 5        | 6          | -1         |
| 3    |      | AHTC Vienne        | 2      | 2     | 0      | 0   | 2                     | 0                      | 3        | 6          | -3         |

### Groupe C
Les matchs ont eu lieu du 7 au 9 octobre 2011 à Mülheim (Allemagne).
| Pays | Équipes                        | Score | Équipes                        | Pays |
| ---- | ------------------------------ | ----- | ------------------------------ | ---- |
|      | Beeston HC                     | 5-0   | Pomorzanin Torun               |      |
|      | Pomorzanin Torun               | 0-2   | Real Club de Polo de Barcelona |      |
|      | Real Club de Polo de Barcelona | 1-3   | Beeston HC                     |      |

| Rang | Pays | Équipe                         | Points | Joués | Gagnés | Nul | Perdu (écart <2 buts) | Perdus (écart >2 buts) | But Pour | But Contre | Différence |
| ---- | ---- | ------------------------------ | ------ | ----- | ------ | --- | --------------------- | ---------------------- | -------- | ---------- | ---------- |
| 1    |      | Beeston HC                     | 10     | 2     | 2      | 0   | 0                     | 0                      | 8        | 1          | +7         |
| 2    |      | Real Club de Polo de Barcelona | 6      | 2     | 1      | 0   | 1                     | 0                      | 3        | 3          | 0          |
| 3    |      | Pomorzanin Torun               | 1      | 2     | 0      | 0   | 1                     | 1                      | 0        | 7          | -7         |

### Groupe D
Les matchs ont eu lieu du 21 au 23 octobre 2011 à Anvers (Belgique).
| Pays | Équipes               | Score | Équipes               | Pays |
| ---- | --------------------- | ----- | --------------------- | ---- |
|      | Racing Club Bruxelles | 5-5   | Club an der Alster    |      |
|      | Club an der Alster    | 2-1   | Club de Campo         |      |
|      | Club de Campo         | 4-0   | Racing Club Bruxelles |      |

| Rang | Pays | Équipe                | Points | Joués | Gagnés | Nul | Perdu (écart <2 buts) | Perdus (écart >2 buts) | But Pour | But Contre | Différence |
| ---- | ---- | --------------------- | ------ | ----- | ------ | --- | --------------------- | ---------------------- | -------- | ---------- | ---------- |
| 1    |      | Club an der Alster    | 7      | 2     | 1      | 1   | 0                     | 0                      | 7        | 6          | + 1        |
| 2    |      | Club de Campo         | 6      | 2     | 1      | 0   | 1                     | 0                      | 5        | 2          | + 3        |
| 3    |      | Racing Club Bruxelles | 2      | 2     | 0      | 1   | 0                     | 1                      | 5        | 9          | - 4        |

### Groupe E
Les matchs ont eu lieu du 21 au 23 octobre 2011 à Anvers (Belgique).
| Pays | Équipes               | Score | Équipes               | Pays |
| ---- | --------------------- | ----- | --------------------- | ---- |
|      | HC Rotterdam          | 6-0   | HC Rotweiss Wettingen |      |
|      | HC Rotweiss Wettingen | 0-7   | KHC Dragons           |      |
|      | KHC Dragons           | 5-4   | HC Rotterdam          |      |

| Rang | Pays | Équipe                | Points | Joués | Gagnés | Nul | Perdu (écart <2 buts) | Perdus (écart >2 buts) | But Pour | But Contre | Différence |
| ---- | ---- | --------------------- | ------ | ----- | ------ | --- | --------------------- | ---------------------- | -------- | ---------- | ---------- |
| 1    |      | KHC Dragons           | 10     | 2     | 2      | 0   | 0                     | 0                      | 12       | 4          | +8         |
| 2    |      | HC Rotterdam          | 6      | 2     | 1      | 0   | 0                     | 1                      | 10       | 5          | +5         |
| 3    |      | HC Rotweiss Wettingen | 0      | 2     | 0      | 0   | 2                     | 0                      | 0        | 13         | -13        |

### Groupe F
Les matchs ont eu lieu du 21 au 23 octobre 2011 à Anvers (Belgique).
| Pays | Équipes      | Score | Équipes      | Pays |
| ---- | ------------ | ----- | ------------ | ---- |
|      | Banbridge HC | 3-4   | CA Montrouge |      |
|      | CA Montrouge | 0-2   | UHC Hambourg |      |
|      | UHC Hambourg | 5-3   | Banbridge HC |      |

| Rang | Pays | Équipe       | Points | Joués | Gagnés | Nul | Perdu (écart <2 buts) | Perdus (écart >2 buts) | But Pour | But Contre | Différence |
| ---- | ---- | ------------ | ------ | ----- | ------ | --- | --------------------- | ---------------------- | -------- | ---------- | ---------- |
| 1    |      | UHC Hambourg | 10     | 2     | 2      | 0   | 0                     | 0                      | 7        | 3          | +4         |
| 2    |      | CA Montrouge | 6      | 2     | 1      | 0   | 1                     | 0                      | 4        | 5          | -1         |
| 3    |      | Banbridge HC | 2      | 2     | 0      | 0   | 2                     | 0                      | 6        | 9          | -3         |

### Groupe G
Les matchs ont eu lieu du 7 au 9 octobre 2011 à Mülheim (Allemagne).
| Pays | Équipes            | Score | Équipes           | Pays |
| ---- | ------------------ | ----- | ----------------- | ---- |
|      | Dinamo Elektrostal | 5-4   | Poznań Grunwald   |      |
|      | Dinamo Elektrostal | 3-6   | East Grinstead HC |      |
|      | Poznań Grunwald    | 2-3   | East Grinstead HC |      |

| Rang | Pays | Équipe             | Points | Joués | Gagnés | Nul | Perdu (écart <2 buts) | Perdus (écart >2 buts) | But Pour | But Contre | Différence |
| ---- | ---- | ------------------ | ------ | ----- | ------ | --- | --------------------- | ---------------------- | -------- | ---------- | ---------- |
| 1    |      | East Grinstead HC  | 10     | 2     | 2      | 0   | 0                     | 0                      | 9        | 5          | +4         |
| 2    |      | Dinamo Elektrostal | 5      | 2     | 1      | 0   | 0                     | 1                      | 8        | 10         | -2         |
| 3    |      | Poznań Grunwald    | 2      | 2     | 0      | 0   | 2                     | 0                      | 6        | 8          | -2         |

### Groupe H
Les matchs ont eu lieu du 7 au 9 octobre 2011 à Mülheim (Allemagne).
| Pays | Équipes         | Score | Équipes        | Pays |
| ---- | --------------- | ----- | -------------- | ---- |
|      | Kazan Dinamo HC | 2-1   | Sekvoia Kolos  |      |
|      | Sekvoia Kolos   | 0-10  | HC Bloemendaal |      |
|      | Kazan Dinamo HC | 1-3   | HC Bloemendaal |      |

| Rang | Pays | Équipe          | Points | Joués | Gagnés | Nul | Perdu (écart <2 buts) | Perdus (écart >2 buts) | But Pour | But Contre | Différence |
| ---- | ---- | --------------- | ------ | ----- | ------ | --- | --------------------- | ---------------------- | -------- | ---------- | ---------- |
| 1    |      | HC Bloemendaal  | 10     | 2     | 2      | 0   | 0                     | 0                      | 13       | 1          | +12        |
| 2    |      | Kazan Dinamo HC | 6      | 2     | 1      | 0   | 1                     | 0                      | 3        | 4          | -1         |
| 3    |      | Sekvoia Kolos   | 1      | 2     | 0      | 0   | 1                     | 1                      | 1        | 12         | -11        |

## Phase Finale
Les huitièmes et les quarts de finale auront lieu du 6 au 9 avril 2012. Les demi-finales et la finale auront lieu le week-end du 26 et 27 mai 2012.

### Qualifiés pour la Phase finale
| Groupe   | 1er du Groupe      | 2e du Groupe            |
| -------- | ------------------ | ----------------------- |
| Groupe A | Amsterdam H&BC     | Reading HC              |
| Groupe B | Uhlenhorst Mulheim | Atletic Terrassa        |
| Groupe C | Beeston HC         | RC de Polo de Barcelona |
| Groupe D | Club an der Alster | Club de Campo           |
| Groupe E | KHC Dragons        | HC Rotterdam            |
| Groupe F | UHC Hambourg       | CA Montrouge            |
| Groupe G | East Grinstead HC  | Dinamo Elektrostal      |
| Groupe H | HC Bloemendaal     | Kazan Dinamo HC         |

### Tableau Final
|  | Huitièmes de finale          | Huitièmes de finale          |                   |                            | Quarts de finale           | Quarts de finale           |   |  | Demi-finales            | Demi-finales            |  |  | Finale                      | Finale                      |
|  | Huitièmes de finale          | Huitièmes de finale          |                   |                            | Quarts de finale           | Quarts de finale           |   |  | Demi-finales            | Demi-finales            |  |  | Finale                      | Finale                      |
|  |                              |                              |                   |                            |                            |                            |   |  |                         |                         |  |  |                             |                             |
|  | Vendredi 6 avril 2012, 09h30 | Vendredi 6 avril 2012, 09h30 |                   |                            | Dimanche 8 avril 2012, 12h | Dimanche 8 avril 2012, 12h |   |  | Samedi 26 mai 2012, 12h | Samedi 26 mai 2012, 12h |  |  | Dimanche 27 mai 2012, 14h30 | Dimanche 27 mai 2012, 14h30 |
|  | Vendredi 6 avril 2012, 09h30 | Vendredi 6 avril 2012, 09h30 |                   |                            | Dimanche 8 avril 2012, 12h | Dimanche 8 avril 2012, 12h |   |  | Samedi 26 mai 2012, 12h | Samedi 26 mai 2012, 12h |  |  | Dimanche 27 mai 2012, 14h30 | Dimanche 27 mai 2012, 14h30 |
|  | Beeston HC                   | 2                            |                   |                            | Dimanche 8 avril 2012, 12h | Dimanche 8 avril 2012, 12h |   |  | Samedi 26 mai 2012, 12h | Samedi 26 mai 2012, 12h |  |  | Dimanche 27 mai 2012, 14h30 | Dimanche 27 mai 2012, 14h30 |
|  | Beeston HC                   | 2                            |                   |                            | Dimanche 8 avril 2012, 12h | Dimanche 8 avril 2012, 12h |   |  | Samedi 26 mai 2012, 12h | Samedi 26 mai 2012, 12h |  |  | Dimanche 27 mai 2012, 14h30 | Dimanche 27 mai 2012, 14h30 |
|  | Club de Campo                | 1                            |                   |                            | Dimanche 8 avril 2012, 12h | Dimanche 8 avril 2012, 12h |   |  | Samedi 26 mai 2012, 12h | Samedi 26 mai 2012, 12h |  |  | Dimanche 27 mai 2012, 14h30 | Dimanche 27 mai 2012, 14h30 |
|  | Club de Campo                | 1                            | Beeston HC        | 1                          |                            |                            |   |  | Samedi 26 mai 2012, 12h | Samedi 26 mai 2012, 12h |  |  | Dimanche 27 mai 2012, 14h30 | Dimanche 27 mai 2012, 14h30 |
|  | Vendredi 6 avril 2012, 12h   |                              | Beeston HC        | 1                          |                            |                            |   |  | Samedi 26 mai 2012, 12h | Samedi 26 mai 2012, 12h |  |  | Dimanche 27 mai 2012, 14h30 | Dimanche 27 mai 2012, 14h30 |
|  |                              | UHC Hambourg                 | 7                 |                            |                            |                            |   |  | Samedi 26 mai 2012, 12h | Samedi 26 mai 2012, 12h |  |  | Dimanche 27 mai 2012, 14h30 | Dimanche 27 mai 2012, 14h30 |
|  | UHC Hambourg                 | UHC Hambourg                 | 7                 | 3                          |                            |                            |   |  | Samedi 26 mai 2012, 12h | Samedi 26 mai 2012, 12h |  |  | Dimanche 27 mai 2012, 14h30 | Dimanche 27 mai 2012, 14h30 |
|  | UHC Hambourg                 | Lundi 9 avril 2012, 12h      |                   | 3                          |                            |                            |   |  | Samedi 26 mai 2012, 12h | Samedi 26 mai 2012, 12h |  |  | Dimanche 27 mai 2012, 14h30 | Dimanche 27 mai 2012, 14h30 |
|  | RC Polo de Barcelona         | 0                            |                   |                            |                            |                            |   |  | Samedi 26 mai 2012, 12h | Samedi 26 mai 2012, 12h |  |  | Dimanche 27 mai 2012, 14h30 | Dimanche 27 mai 2012, 14h30 |
|  | RC Polo de Barcelona         | 0                            | UHC Hambourg      | 2 (4)                      |                            |                            |   |  |                         |                         |  |  | Dimanche 27 mai 2012, 14h30 | Dimanche 27 mai 2012, 14h30 |
|  | Samedi 7 avril 2012, 12h     |                              | UHC Hambourg      | 2 (4)                      |                            |                            |   |  |                         |                         |  |  | Dimanche 27 mai 2012, 14h30 | Dimanche 27 mai 2012, 14h30 |
|  |                              | KHC Dragons                  | 2 (3)             |                            |                            |                            |   |  |                         |                         |  |  | Dimanche 27 mai 2012, 14h30 | Dimanche 27 mai 2012, 14h30 |
|  | KHC Dragons                  | KHC Dragons                  | 2 (3)             | 2                          |                            |                            |   |  |                         |                         |  |  | Dimanche 27 mai 2012, 14h30 | Dimanche 27 mai 2012, 14h30 |
|  | KHC Dragons                  | Samedi 26 mai 2012, 14h30    |                   | 2                          |                            |                            |   |  |                         |                         |  |  | Dimanche 27 mai 2012, 14h30 | Dimanche 27 mai 2012, 14h30 |
|  | Dinamo Elektrostal           | 0                            |                   |                            |                            |                            |   |  |                         |                         |  |  | Dimanche 27 mai 2012, 14h30 | Dimanche 27 mai 2012, 14h30 |
|  | Dinamo Elektrostal           | 0                            | KHC Dragons       | 3                          |                            |                            |   |  |                         |                         |  |  | Dimanche 27 mai 2012, 14h30 | Dimanche 27 mai 2012, 14h30 |
|  | Samedi 7 avril 2012, 17h     |                              | KHC Dragons       | 3                          |                            |                            |   |  |                         |                         |  |  | Dimanche 27 mai 2012, 14h30 | Dimanche 27 mai 2012, 14h30 |
|  |                              | Reading HC                   | 1                 |                            |                            |                            |   |  |                         |                         |  |  | Dimanche 27 mai 2012, 14h30 | Dimanche 27 mai 2012, 14h30 |
|  | Club an der Alster           | Reading HC                   | 1                 | 1                          |                            |                            |   |  |                         |                         |  |  | Dimanche 27 mai 2012, 14h30 | Dimanche 27 mai 2012, 14h30 |
|  | Club an der Alster           | Dimanche 8 avril 2012, 14h30 |                   | 1                          |                            |                            |   |  |                         |                         |  |  | Dimanche 27 mai 2012, 14h30 | Dimanche 27 mai 2012, 14h30 |
|  | Reading HC                   | 3                            |                   |                            |                            |                            |   |  |                         |                         |  |  | Dimanche 27 mai 2012, 14h30 | Dimanche 27 mai 2012, 14h30 |
|  | Reading HC                   | 3                            | UHC Hambourg      | 4                          |                            |                            |   |  |                         |                         |  |  |                             |                             |
|  | Vendredi 6 avril 2012, 14h30 |                              | UHC Hambourg      | 4                          |                            |                            |   |  |                         |                         |  |  |                             |                             |
|  |                              | Amsterdam H&BC               | 3                 |                            |                            |                            |   |  |                         |                         |  |  |                             |                             |
|  | Amsterdam H&BC               | Amsterdam H&BC               | 3                 | 6                          |                            |                            |   |  |                         |                         |  |  |                             |                             |
|  | Amsterdam H&BC               |                              |                   | 6                          |                            |                            |   |  |                         |                         |  |  |                             |                             |
|  | Dinamo Kazan                 | 0                            |                   |                            |                            |                            |   |  |                         |                         |  |  |                             |                             |
|  | Dinamo Kazan                 | 0                            | Amsterdam H&BC    | 3                          |                            |                            |   |  |                         |                         |  |  |                             |                             |
|  | Vendredi 6 avril 2012, 17h   |                              | Amsterdam H&BC    | 3                          |                            |                            |   |  |                         |                         |  |  |                             |                             |
|  |                              | HC Bloemendaal               | 2                 |                            |                            |                            |   |  |                         |                         |  |  |                             |                             |
|  | HC Bloemendaal               | HC Bloemendaal               | 2                 | 4                          |                            |                            |   |  |                         |                         |  |  |                             |                             |
|  | HC Bloemendaal               | Lundi 9 avril 2012, 14h30    |                   | 4                          |                            |                            |   |  |                         |                         |  |  |                             |                             |
|  | Atletic Terrassa             | 3                            |                   |                            |                            |                            |   |  |                         |                         |  |  |                             |                             |
|  | Atletic Terrassa             | 3                            | Amsterdam H&BC    | 3                          |                            |                            |   |  |                         |                         |  |  |                             |                             |
|  | Samedi 7 avril 2012, 09h30   |                              | Amsterdam H&BC    | 3                          |                            |                            |   |  |                         |                         |  |  |                             |                             |
|  |                              | HC Rotterdam                 | 0                 |                            |                            |                            |   |  |                         |                         |  |  |                             |                             |
|  | East Grinstead HC            | HC Rotterdam                 | 0                 | 8                          |                            |                            |   |  |                         |                         |  |  |                             |                             |
|  | East Grinstead HC            |                              |                   | 8                          |                            |                            |   |  |                         |                         |  |  |                             |                             |
|  | CA Montrouge                 | 0                            |                   | Match pour la 3e place     | Match pour la 3e place     |                            |   |  |                         |                         |  |  |                             |                             |
|  | CA Montrouge                 | 0                            | East Grinstead HC | Match pour la 3e place     | Match pour la 3e place     | 1                          |   |  |                         |                         |  |  |                             |                             |
|  | Samedi 7 avril 2012, 14h30   | Samedi 7 avril 2012, 14h30   | East Grinstead HC | Dimanche 27 mai 2012, 9h30 | Dimanche 27 mai 2012, 9h30 | 1                          |   |  |                         |                         |  |  |                             |                             |
|  | Samedi 7 avril 2012, 14h30   | Samedi 7 avril 2012, 14h30   |                   | Dimanche 27 mai 2012, 9h30 | Dimanche 27 mai 2012, 9h30 | HC Rotterdam               | 3 |  |                         |                         |  |  |                             |                             |
|  | Uhlenhorst Mulheim           | 4 (4)                        | KHC Dragons       | 3 (4)                      |                            | HC Rotterdam               | 3 |  |                         |                         |  |  |                             |                             |
|  | Uhlenhorst Mulheim           | 4 (4)                        | KHC Dragons       | 3 (4)                      |                            |                            |   |  |                         |                         |  |  |                             |                             |
|  | HC Rotterdam                 | 4 (5)                        |                   | HC Rotterdam               | 3 (3)                      |                            |   |  |                         |                         |  |  |                             |                             |
|  | HC Rotterdam                 | 4 (5)                        |                   | HC Rotterdam               | 3 (3)                      |                            |   |  |                         |                         |  |  |                             |                             |

### Classement Final
| Place              | Équipe                | Résultat                      |
| ------------------ | --------------------- | ----------------------------- |
| Médaille d'or      | UHC Hambourg          | Vainqueur                     |
| Médaille d'argent  | Amsterdam H&BC        | Finaliste                     |
| Médaille de bronze | KHC Dragons           | Vainqueur Match pour 3e Place |
| 4                  | HC Rotterdam          | Perdant Match pour 3e Place   |
| 5                  | Beeston HC            | Éliminé en 1/4 de finale      |
| 5                  | Reading HC            | Éliminé en 1/4 de finale      |
| 5                  | HC Bloemendaal        | Éliminé en 1/4 de finale      |
| 5                  | East Grinstead HC     | Éliminé en 1/4 de finale      |
| 9                  | Club de Campo         | Éliminé en 1/8e de finale     |
| 9                  | RC Polo de Barcelona  | Éliminé en 1/8e de finale     |
| 9                  | Dinamo Elektrostal    | Éliminé en 1/8e de finale     |
| 9                  | Club an der Alster    | Éliminé en 1/8e de finale     |
| 9                  | Dinamo Kazan          | Éliminé en 1/8e de finale     |
| 9                  | Atletic Terrassa      | Éliminé en 1/8e de finale     |
| 9                  | CA Montrouge          | Éliminé en 1/8e de finale     |
| 9                  | Uhlenhorst Mulheim    | Éliminé en 1/8e de finale     |
| 17                 | Cookstown HC          | Éliminé au 1er Tour           |
| 17                 | AHTC Vienne           | Éliminé au 1er Tour           |
| 17                 | Pomorzanin Torun      | Éliminé au 1er Tour           |
| 17                 | RC Bruxelles          | Éliminé au 1er Tour           |
| 17                 | HC Rotweiss Wettingen | Éliminé au 1er Tour           |
| 17                 | Banbridge HC          | Éliminé au 1er Tour           |
| 17                 | Poznań Grunwald       | Éliminé au 1er Tour           |
| 17                 | Sekvoia Kolos         | Éliminé au 1er Tour           |